# Đê sông Hồng

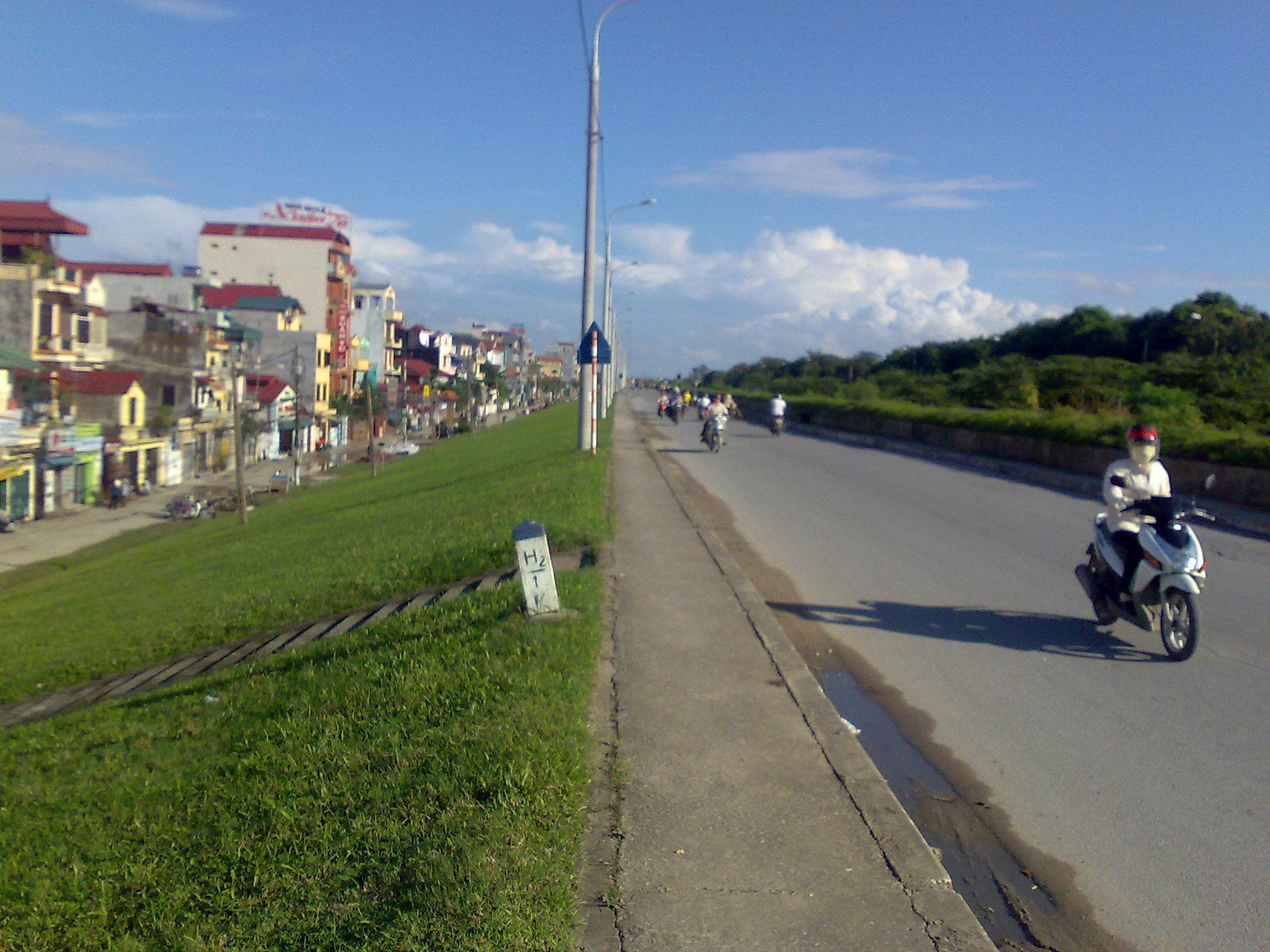
Đê tả sông Hồng, đoạn gần chợ Bồ Đề. Mặt đê là đường giao thông

Đê sông Hồng, gọi đầy đủ là hệ thống đê sông Hồng là một trong 4 hệ thống đê điều của các tỉnh phía Bắc Việt Nam. Hệ thống đê sông Hồng có tổng chiều dài lớn nhất với 1.314 km và là hệ thống đê sông có quy mô lớn và hoàn thiện hơn so với các hệ thống đê còn lại.

## Lịch sử
Dưới thời nhà Lý, vào tháng 3 năm Mậu Tý (1108), con đê đầu tiên được đắp ở phường Cơ Xá có nhiệm vụ bảo vệ kinh thành Thăng Long. Dưới đời nhà Trần, những con đê được đắp chỉ cốt giữ cho nước không tràn vào đồng ruộng để kịp làm vụ chiêm, sau khi mùa màng thu hoạch xong thì nước được tự do tràn vào đồng ruộng.
Dưới triều Lê sơ những con đê lớn hơn được đắp mới và tôn tạo trên hai bờ sông Nhị Hà được xem là sự can thiệp vào tự nhiên quá giới hạn cho phép, kết quả là sông Hồng trở nên hung dữ, đã vỡ và gây ngập lụt triền miên trong thời nhà Nguyễn, và lúc đó đã có nhiều ý kiến đề nghị xem xét vấn đề bỏ hay giữ đê.

Theo Thực lục, vua Minh Mạng khi bàn về việc đê điều với Trương Minh Giảng, đã bình luận về đê ở Bắc Kỳ:
Đinh Dậu, Minh Mệnh năm thứ 18 [1837] ... Giảng lại nói địa thế hạt thành [Trấn Tây Thành] ấy thấp trũng đến kỳ nước lụt, dân Phiên thường đắp đê đắp bờ để bảo vệ việc nông. Vua bảo rằng : “Trẫm nghĩ đê công ở Bắc Kỳ, khi bắt đầu cũng nhân nước lụt, bồi đắp nhỏ thôi, về sau thế nước ngày lên to phải theo mà đắp cao dày hơn, đến nay bèn không thể bỏ được, sợ hạt thành ấy ngày nay như thế, thì hơn vài mươi năm nữa, thế cũng không khác gì công đê Bắc Kỳ, nay phải trù nghĩ trước làm thế nào, có thể bảo vệ được việc nông, mà nhân dân khỏi phải sự khổ đắp đê, mới là tốt”.
Trước năm 1837, Nguyễn Công Trứ đã đề xuất giải pháp nắn chỉnh, khai đào đoạn khởi đầu sông Đuống (tức sông Thiên Đức thời bấy giờ), chuyển cửa nhận nước từ sông Hồng dịch về phía thượng nguồn, giúp cho việc phân lũ sông Hồng được thuận lợi. Nhưng phải sang thời Tự Đức ý tưởng đó mới được thực hiện một phần và được hoàn chỉnh thêm trong thời Pháp thuộc. Từ đó, sông Đuống trở thành đường thoát lũ quan trọng nhất của sông Hồng.
Đến năm 2006, hệ thống đê sông Hồng được nâng cấp tương đối hoàn chỉnh 37,709km thuộc địa phận Hà Nội (đê cấp đặc biệt) và một đoạn ngắn liền kề với tỉnh Hà Tây (đê cấp 1). Dự án này thực hiện từ năm 1996 kết thúc năm 2002 nhờ nguồn vốn vay của ngân hàng ADB. Một số đoạn đê khác đã có đường hành lang hai bên thân đê, mặt đê được cứng hóa bằng nhựa hoặc bê tông.

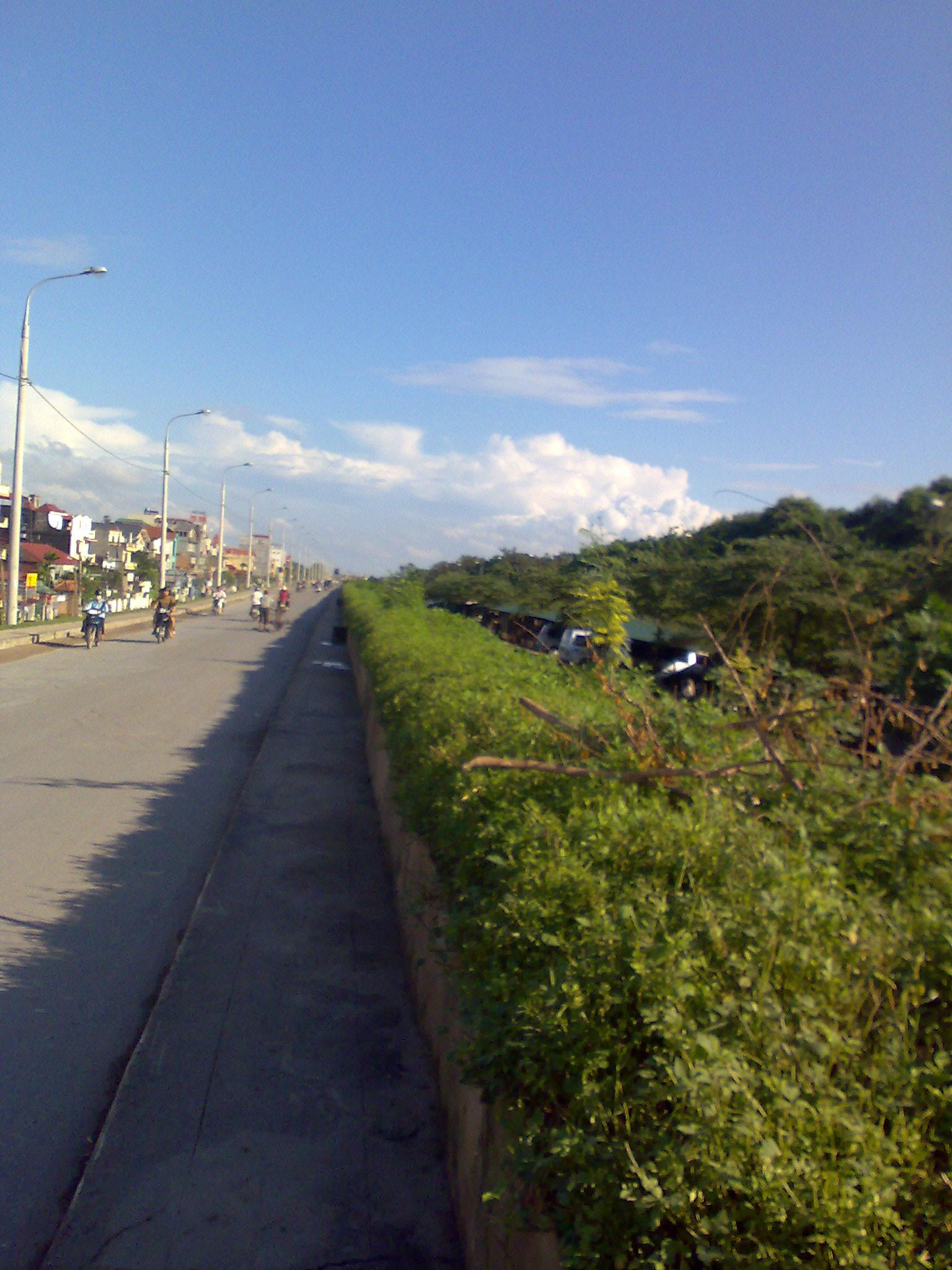
Đoạn đê tả đi về Bát Tràng
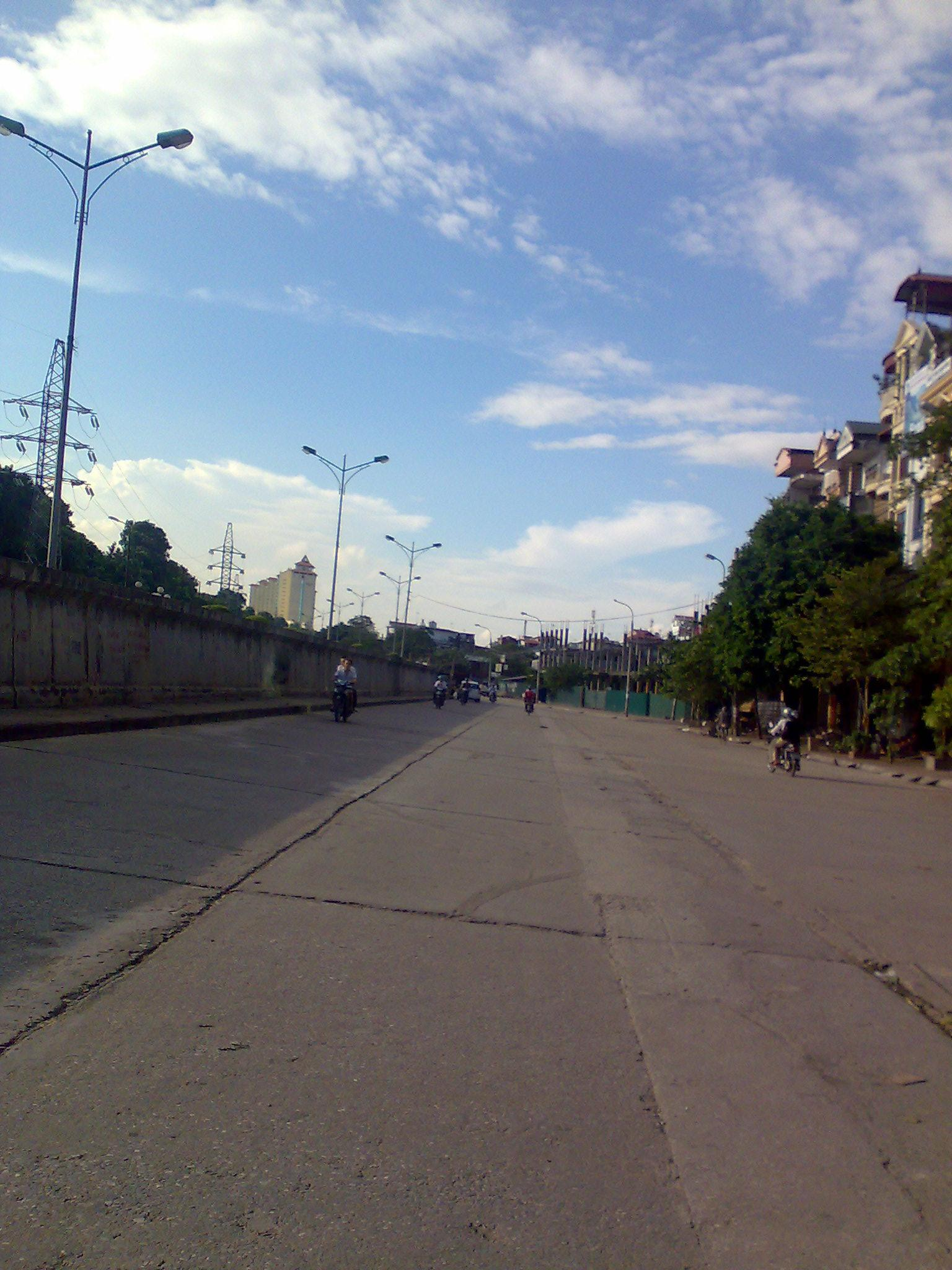
Đoạn đê hữu bên quận Ba Đình
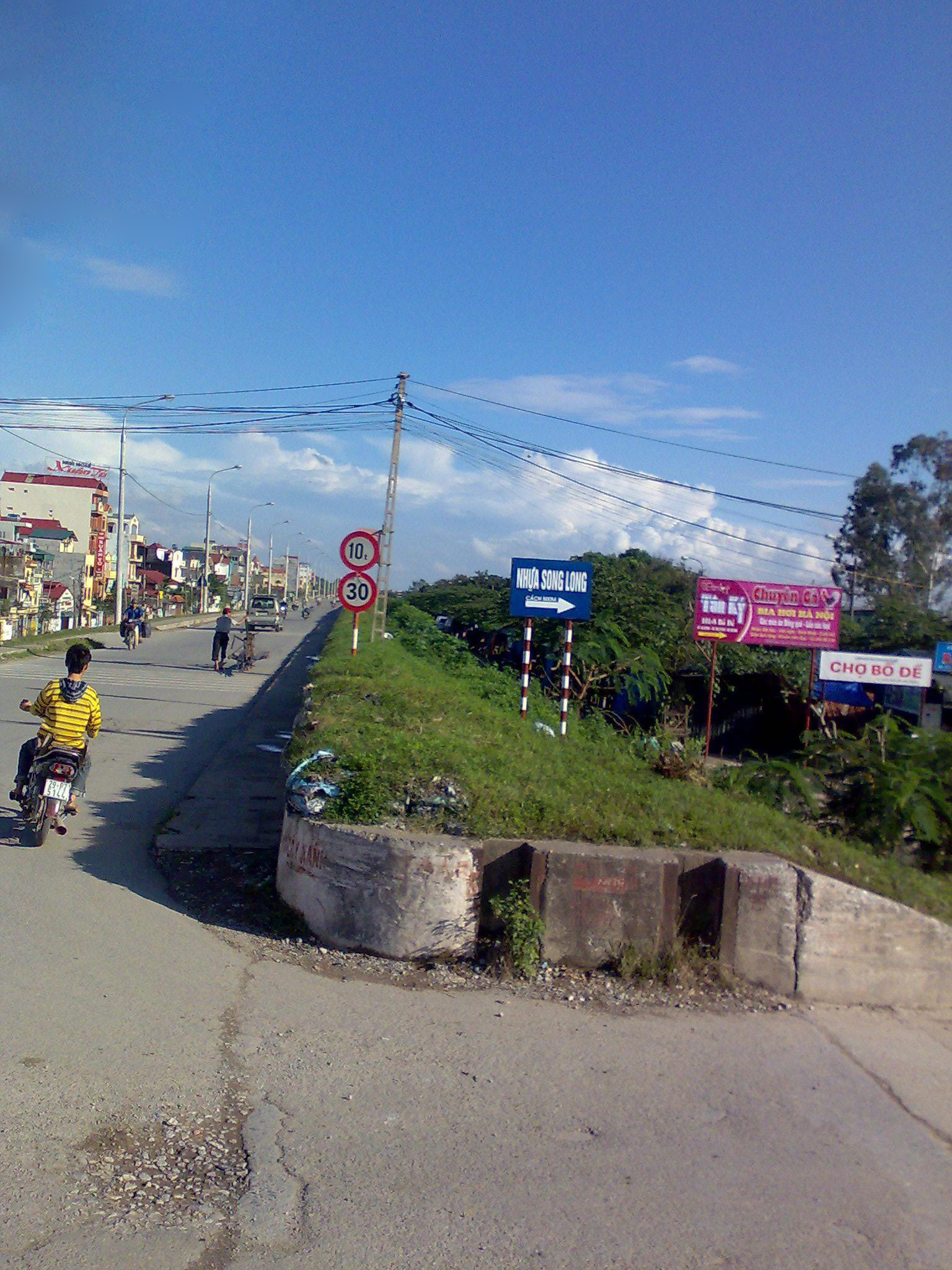
Một cửa đê tả sông Hồng được đúc lại bằng bê tông

## Các trận vỡ đê trong lịch sử

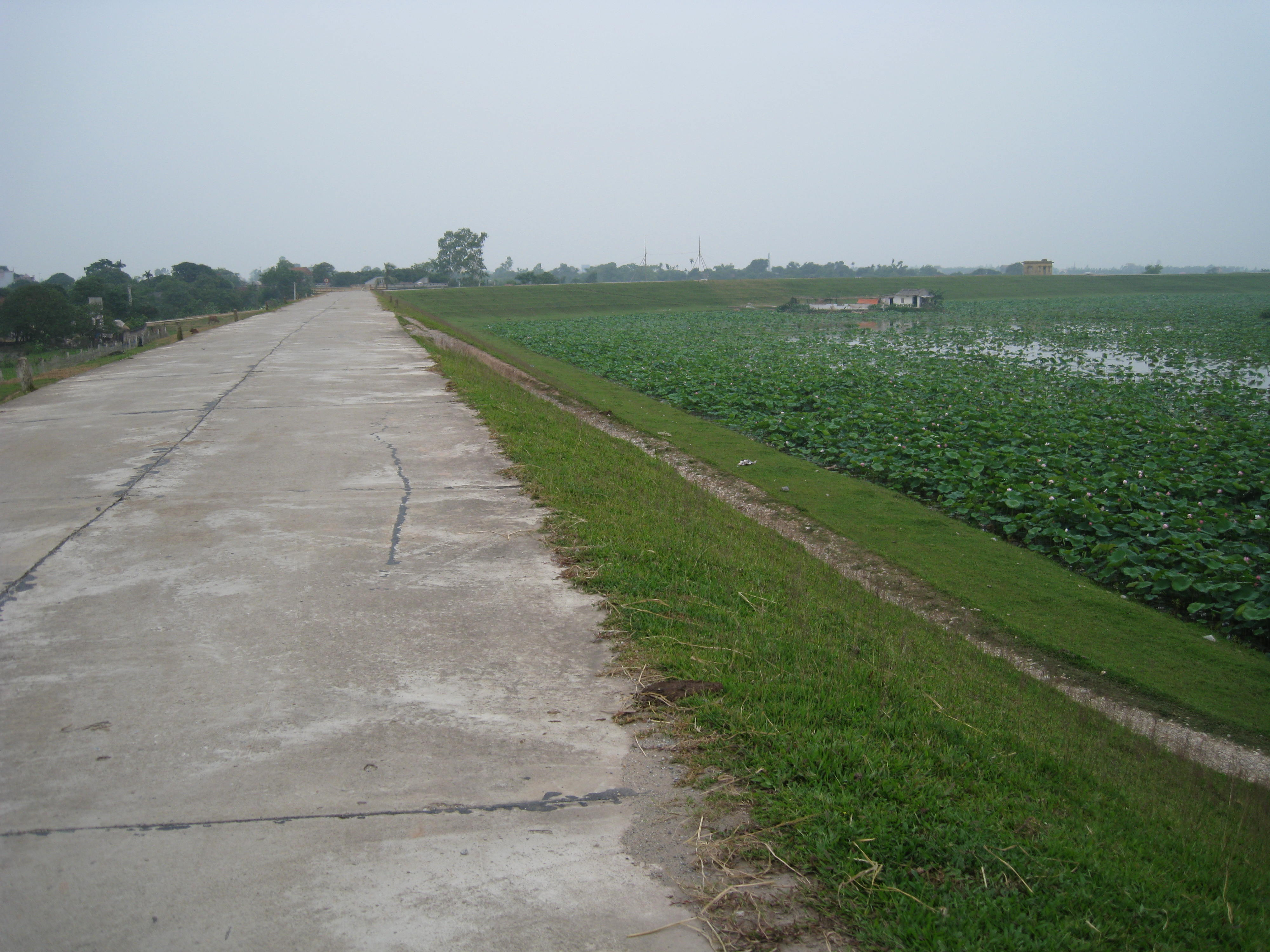
Đê sông Hồng đoạn qua tỉnh Hà Nam, bên phải là đầm sen, phía xa là điếm canh trên mặt đê.

Trong vòng 100 năm qua (kể từ năm 1901), đồng bằng sông Hồng đã có 26 trận lũ lớn. Các trận lũ lớn này đa số xảy ra vào tháng 8, nhằm vào cao điểm của mùa mưa bão.
Vào năm 1913, ngày 9 tháng 8, khi lũ tại Hà Nội là 11,35 m đã vỡ đê sông Hồng, đoạn ở tỉnh Vĩnh Phúc trên 2 đoạn phía tả ngạn tại Nhật Chiên, Cẩm Viên và Hải Bối, Yên Hoa thuộc Phúc Yên; vỡ đê Phu Chu thuộc tỉnh Thái Bình. Ngày 14 tháng 8, khi lũ Hà Nội xuống mức 10,69 m vẫn vỡ đê Lương Cổ, tả ngạn sông Đáy thuộc tỉnh Hà Nam. Ngày 17 tháng 8, vỡ đê Phương Độ, Sơn Tây phía hữu ngạn sông Hồng khi mực nước Hà Nội là 11,11 m. Ngày 18 tháng 8, vỡ đê Nghĩa Lộ phía hữu ngạn thuộc tỉnh Hà Nam, khi mực nước Hà Nội 11,03 m. Ngày 19 tháng 8, vỡ đê Quang Thừa, Lỗ Xá sông Đáy phía hữu ngạn thuộc tỉnh Hà Nam, khi mực nước Hà Nội 10,99 m. Nước lũ làm ngập gần hết tỉnh Vĩnh Phúc (cũ), một phần Hà Tây, Nam Định, Hà Nam, Thái Bình và Bắc Ninh.
Năm 1915, từ ngày 11 đến 20 tháng 8: Đê bị vỡ liên tiếp 42 chỗ với tổng chiều dài 4180 m (từ 11 - 20/7/1915 khi mực nước Hà Nội dao động từ 11,55 - 11,64 m). Những nơi vỡ chính như: Xâm Dương, Xâm Thị đê hữu sông Hồng thuộc tỉnh Hà Đông. Các chỗ vỡ khác như Lục Cảnh, Hoàng Xá, Trung Hà tỉnh Phúc Yên; Phi Liệt, Thủy Mạo tỉnh Bắc Ninh. Đê tả sông Hồng, vỡ ở: Mễ Chân tỉnh Hưng Yên; Gia Quất, Gia Thượng, Phú Tòng, Yên Viên, Đông Thụ, Danh Nam tỉnh Bắc Ninh và một số chỗ khác trên sông Phó Đáy, Đuống và sông Đáy,...
Năm 1926, ngày 29 tháng 7, khi mực nước Hà Nội lên tới 11,93 m thì vỡ đê tả ngạn sông Hồng vùng Gia Quất, Ái Mộ, Gia Lâm tỉnh Bắc Ninh; vỡ đê hữu ngạn sông Luộc tại Hạ Lao, Văn Quán tỉnh Thái Bình; vỡ đê tả ngạn sông Luộc tại Bô Dương, tỉnh Hải Dương. Tổng diện tích đất canh tác bị ngập lụt do vỡ đê khoảng 100.000 ha.
Một trận lũ lớn vào tháng 8 năm 1945 gây vỡ đê tại 79 điểm, gây ngập 11 tỉnh với tổng diện tích 312000 ha, ảnh hưởng tới cuộc sống của 4 triệu người.
Năm 1971, ảnh hưởng những trận mưa to liên tục và một cơn bão lớn, nước trên sông Thao, sông Lô và sông Đà đã hợp lại gây nên cơn lũ lịch sử của đồng bằng sông Hồng. Mực nước sông Hồng ngày 20 tháng 8 lên đến 14,13 m ở Hà Nội (cao hơn mực nước báo động cấp III đến 2,63 m). Mưa lũ năm 1971 đã gây vỡ đê ở ba địa điểm, làm chết 594 người, ảnh hưởng nặng tới 100.000 người, úng ngập 250.000 ha và hơn 2,7 triệu người chịu thiệt hại.